# Trachyphonus margaritatus
Trachyphonus margaritatus là một loài chim trong họ Lybiidae.